# Southern District Football Club
Il Southern District Football Club (南區足球會S, Nán Qū Zúqiú HuìP) è una società calcistica di Hong Kong. Milita nella Hong Kong Premier League, la massima divisione del campionato nazionale. Il club è stato fondato nel 2002 e gioca le gare casalinghe all'Aberdeen Sports Ground.

## Organico

### Rosa 2018-2019
| N. |                        | Ruolo | Calciatore     |
| -- | ---------------------- | ----- | -------------- |
| 1  | Hong Kong (bandiera)   | P     | Choy Tsz To    |
| 3  | Stati Uniti (bandiera) | D     | Shay Spitz     |
| 6  | Pakistan (bandiera)    | D     | Zeshan Rehman  |
| 7  | Brasile (bandiera)     | C     | Ticão          |
| 8  | Hong Kong (bandiera)   | C     | Luk Chi Ho     |
| 11 | Serbia (bandiera)      | A     | Nikola Komazec |
| 12 | Hong Kong (bandiera)   | D     | Hui Wang Fung  |
| 13 | Hong Kong (bandiera)   | C     | Chan Man Fai   |
| 14 | Hong Kong (bandiera)   | A     | James Ha       |
| 17 | Hong Kong (bandiera)   | P     | Li Yat Chun    |
| 18 | Hong Kong (bandiera)   | D     | Che Runqiu     |

| N. |                      | Ruolo | Calciatore             |
| -- | -------------------- | ----- | ---------------------- |
| 19 | Brasile (bandiera)   | A     | Dhiego Martins         |
| 20 | Hong Kong (bandiera) | D     | Beto                   |
| 21 | Hong Kong (bandiera) | D     | Christopher Chung      |
| 23 | Hong Kong (bandiera) | C     | Lau Ka Ming            |
| 25 | Hong Kong (bandiera) | D     | Ng Kai Yui             |
| 26 | Hong Kong (bandiera) | C     | Chan Hoi Pak Paco      |
| 29 | Hong Kong (bandiera) | P     | Tse Tak Him (capitano) |
| 34 | Hong Kong (bandiera) | D     | Chan Kong Pan          |
|    | Hong Kong (bandiera) | A     | Chan Kwong Ho          |
|    | Australia (bandiera) | A     | Travis Major           |

## Palmarès

### Competizioni nazionali
- Hong Kong Sapling Cup: 2

2022-2023, 2024-2025
- Hong Kong Second Division League 2011-2012

### Altri piazzamenti
- Hong Kong Premier League:

Terzo posto: 2018-2019
- Hong Kong Football Association Cup:

Finalista: 2018-2019
- Hong Kong Sapling Cup:

Finalista: 2019-2020
Semifinalista: 2023-2024